# Naveros de Pisuerga
Naveros de Pisuerga es una localidad de la provincia de Palencia (Castilla y León, España) que pertenece al municipio de Herrera de Pisuerga.

## Demografía
Evolución de la población en el siglo XXI
| Gráfica de evolución demográfica de Naveros de Pisuerga entre 2000 y 2020 |
|                                                                           |
| Población de derecho (2000-2020) según el padrón municipal del INE        |

## Historia
Durante la Edad Media pertenecía a la Merindad menor de Monzón, Meryndat de Monçon
A la caída del Antiguo Régimen la localidad se constituye en municipio constitucional que en el censo de 1842 contaba con 16 hogares y 83 vecinos, para posteriormente integrarse en Olmos de Pisuerga.

## Fiestas
- 10,11 y 12 de noviembre. Celebrándose en el fin de semana más cercano a estos días.

## Turismo
- Canal de Castilla, sus esclusas, caminos de sirga y sus sotos
- Bosque de ribera